# Байндт
Байндт (нем. Baindt) — община в Германии, в земле Баден-Вюртемберг.
Подчиняется административному округу Тюбинген. Входит в состав района Равенсбург. Подчиняется управлению Миттлерес Шуссенталь.  Население составляет 4884 человека (на 31 декабря 2010 года). Занимает площадь 23,07 км².

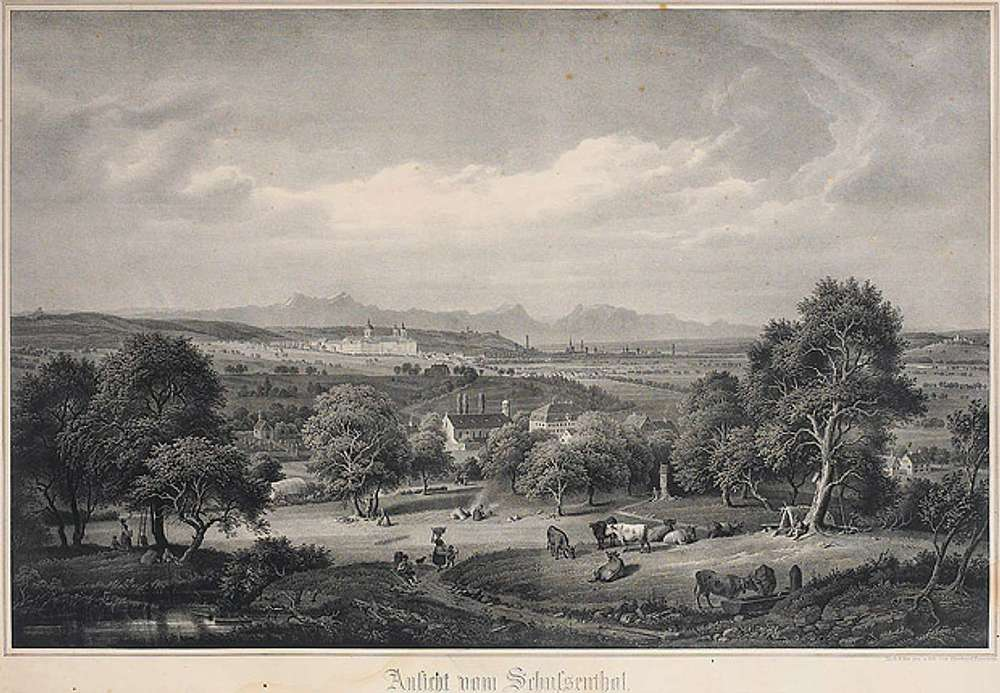
Байндт

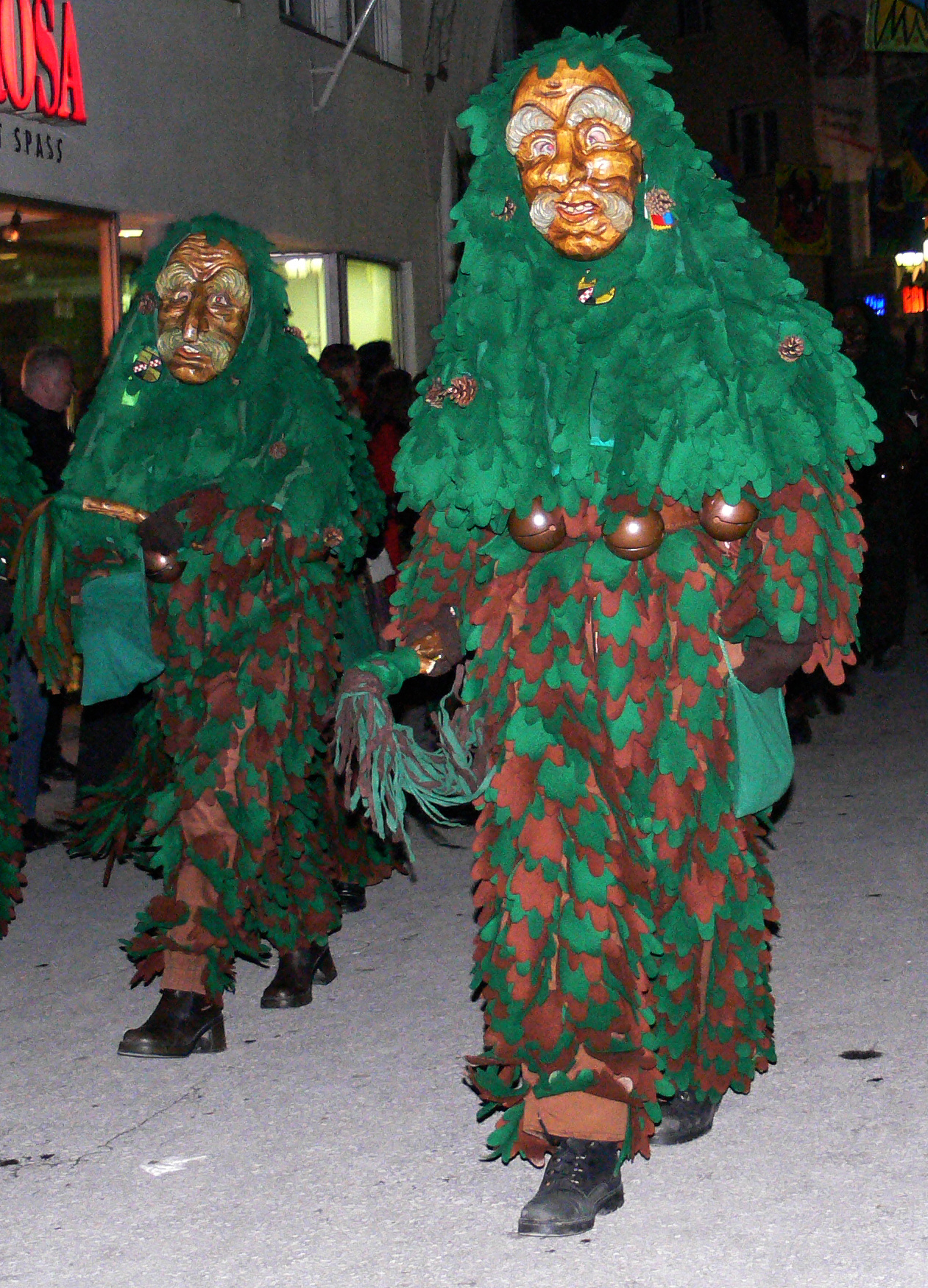
Байндт